# Мурад, Ашраф
Мурад, Ашраф (полное имя Ашрафмурад (Мурадов) Ашраф Мурадович, азерб. Əşrəf Əşrəfmurad Muradov; 26 октября 1925, Баку — 11 марта 1979, Баку) — художник Азербайджана

## Биография
Ашраф Мурад оглы родился 9 сентября 1925 года в Баку.
Окончил Азербайджанское художественное училище в Баку, а в 1948 году поступил в Ленинградский институт живописи, скульптуры и архитектуры им. Репина (классы Юрия Непринцева и Рудольфа Френца). Окончил институт в 1954 году с отличием и вернулся в Баку.
Ашраф Мурад всю жизнь прожил бездомным. Его домом и местом работы стала небольшая мастерская на бакинском Проспекте строителей.
Aшраф Мурад скончался 11 марта 1979 году в Баку.

## Творчество
За 20 лет Ашраф Мурад написал более 50 картин. При жизни Мурада у него не было ни одной персональной выставки. В его творчестве множество портретов знаменитостей.
Список некоторых работ
- "Покушение на свободу" (1960-е)
- "Дорога в колхоз" (1963)
- "Нет атомной войне" (1967-1968)
- "Отец и сын" (1973)
- "Фуникулер" (1973)
- "Теннисистка (Симона Синьоре играет в теннис)" (1973)

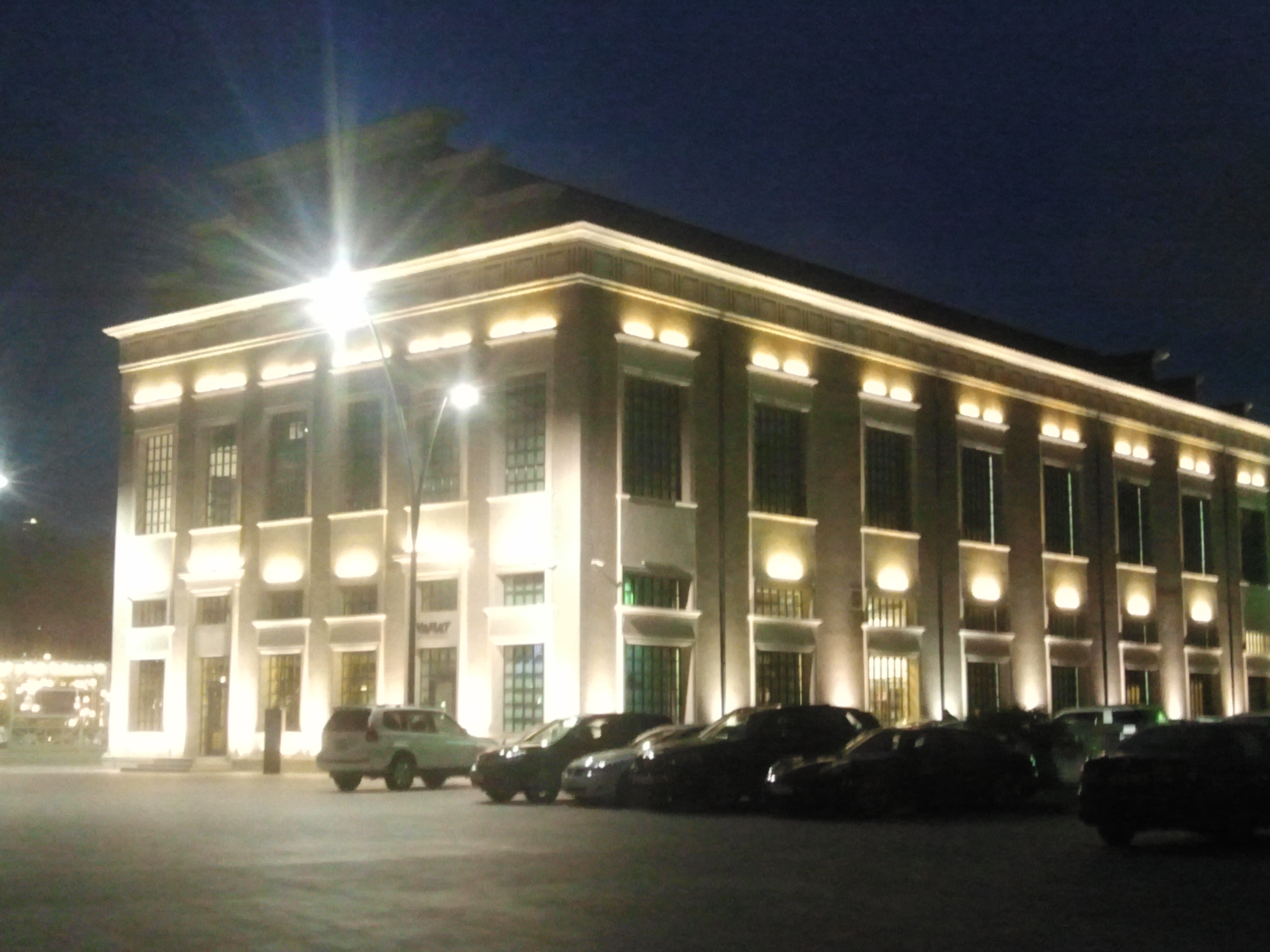
Центр современного искусства YARAT

- "Тегеранская конференция" (1975)
- "Девушка в черных очках" (1975)
- "Голосование" (1975)
- "Ленин диктует машинистке"
- "Арбуз" (1976)
- " Время помидоров"  (1976)
- "Портрет Н.К.Крупской" (1976)
- "Америка. Далекая Канада" (1976)
- "Женщины в белом" (1977)
- "Грусть" (1978)
- "Герой соцтруда" (1978)
- "50 лет Октябрю" (1978)
- "Наполеон" (1978)
- "Апшерон вечером" (1978)

## Память
В 1984 году Рамиз Абуталыбов устроил персональную экспозицию мастера в галерее им. Ваджии Самедовой.
В 2008 году в Москве вышла в свет книга, посвященная азербайджанскому художнику Ашрафу Мурад оглу - "Ашраф Мурад. "Магический реализм". Книга издана по инициативе и при финансовой поддержке Рамиза Абуталыбова и профессора Евгения Попова. Составитель альбома - искусствовед Григорий Анисимов.
С апреля по июнь 2019 года в Музее живописи Азербайджана XX–XXI веков в Баку состоялась выставка Ашрафа Мурада «Любовь и протест», организованная при содействии Центра современного искусства YARAT.

## См.также
- Абдуллаев, Микаил Гусейн оглы